# Алергологія
Алергологія (від грец. Ἄλλος – інший, чужий, ἔργον – вплив і Λόγος – знання, слово, наука) — розділ медицини, який вивчає алергічні реакції та захворювання, причини їх виникнення, механізми розвитку та прояви, а також методи діагностики, профілактики та лікування.